# Deportivo La Corogne
Maillots
Actualités
| \| La Corogne \| Le club est basé à La Corogne en Espagne. |
| La Corogne                                                 |

Le Real Club Deportivo de La Coruña, abrégé le Deportivo La Corogne, est un club de football de La Corogne, en Galice, fondé le 2 mars 1906. Le club connaît un certain succès à partir des années 1990 jusqu'au milieu des années 2000, en remportant notamment le championnat d'Espagne en 2000 pour la première fois de son histoire et la coupe d'Espagne en 1995 et 2002. Sur le podium à neuf reprises entre 1992 et 2004, les bleu et blanc ont disputé régulièrement les compétitions européennes à cette époque, avec en particulier cinq participations d'affilée à la Ligue des champions de 2000 à 2005. Le club est entraîné par Joseba Imanol Idiakez depuis 2023.
Le Depor est résident du stade de Riazor depuis sa construction en 1944, et entretient de longue date une rivalité régionale avec le Celta de Vigo avec lequel il dispute le derby de la Galice.
L'équipe évoluait en Primera División depuis 1991, mais est reléguée en deuxième division lors de la saison 2010-2011. Elle retrouve l'élite dès la saison suivante à la suite de son sacre en Segunda División, mais la reperd la saison suivante.
En mai 2014, le club remonte en 1re division, avant d'être à nouveau relégué en mai 2018.
En juillet 2020, le club est relégué en Segunda División B, et doit attendre 2024 pour remonter en 2e division.

## Repères historiques

### La fondation
En 1902, Jose María Abalo, jeune homme revenant de ses études en Angleterre, introduit la pratique du football à La Corogne. En décembre 1906, des membres du Club Deportivo Sala Calvet, fondé le 2 mars 1906, créent une section football sous le nom Deportivo de la Coruña. En mai 1907, le roi Alphonse XIII d'Espagne accepte d'en être le parrain, le club devient le Real Deportivo de la Coruña.
Rapidement, le club s'installe sur un terrain situé près de la plage de Riazor. L'équipe dispute des matchs amicaux et participe au championnat local, sans connaître de succès particulier en Copa del Rey, à part une demi-finale en 1910. En 1912, le club est renommé RC Deportivo de la Sala Calvet. Fermé deux ans plus tard, il est refondé en 1918 sous le nom de Real Club Deportivo de La Coruña, son nom définitif.

### Les premières années professionnelles (1929-1948)
Le championnat d'Espagne, professionnel, est créé en 1929. Le Depor échoue à s'y qualifier et intègre la seconde division, dont il termine la saison à la huitième place sur dix. Le club galicien évolue à ce niveau de nombreuses saisons, sans parvenir à se battre pour la montée, dans un environnement économique difficile. En 1932 et 1933, le club accède en quart de finale de la coupe d'Espagne, battant au passage en 1932 le Real Madrid, futur champion d'Espagne.
De 1936 à 1939, les compétitions sont suspendues du fait de la guerre civile espagnole. Pour son retour en division 2, lors de la saison 1939-1940, le Depor remporte son championnat et se qualifie au barrage de promotion, qu'il dispute aux rivaux régionaux du Celta de Vigo. Ces derniers l'emportent 1-0 et conservent ainsi leur place dans l'élite. La saison suivante est la bonne : le Depor termine deuxième mais remporte son barrage de promotion face au Real Murcia (2-1).
Pour sa première saison dans l'élite, le Depor termine à une inattendue quatrième place au classement. Les années suivantes sont plus difficiles et le club est finalement relégué en 1945, après avoir terminé à la 14e et dernière place du classement. Les Galiciens font l'ascenseur entre les deux niveaux, jusqu'en 1948 où ils accèdent de façon pérenne à la première division.
Ces dernières années voient le Depor se structurer et notamment inaugurer le stade du Riazor en 1944. Le joueur emblématique de cette époque est le gardien de but Juan Acuña Naya, dit Xanetas, qui remporte le trophée Zamora à quatre reprises entre 1942 et 1951.

### La prospérité (1948-1957)
La saison 1949-1950 voit le Depor, dirigé par l'argentin Alejandro Scopelli, réaliser son premier exploit de taille en terminant deuxième du championnat, à un petit point de l'Atlético de Madrid. Bénéficiant du renfort de joueurs sud-américains comme Julio Corcuera, Oswaldo García, Rafael Franco, Dagoberto Moll ou espagnols comme Pahiño, Arsenio Iglesias ou Luis Suárez Miramontes (futur vainqueur du Ballon d'or), le Depor se maintient dans l'élite jusqu'en 1957.

### La dégringolade (1957-1988)
Après cinq saisons en deuxième division, le Depor parvient à retrouver l'élite en 1962 mais ne parvient pas à s'y maintenir. Relégué en 1963, 1965, 1967, 1970, le club obtient son retour rapidement à chaque fois, grâce notamment à la qualité de son centre de formation, d'où sortent les futurs internationaux Amancio Amaro, Severino Reija, Jose Veloso et Jaime Blanco. En 1973, le club, en difficulté financière, est à nouveau relégué en deuxième division mais ne peut cette fois-ci rebondir. En 1974, il est condamné à la troisième division pour la première fois de son histoire.
De retour en deuxième division dès l'année suivante, le Depor n'a plus le prestige des années passées et ne peut se battre pour la montée. Il est même de nouveau relégué en Segunda División B en 1980, en même temps que le Celta de Vigo, qui découvre à son tour pour la première fois ce niveau. Les deux clubs en ressortent l'année suivante, Vigo remportant finalement la poule qu'ils se disputent.
Le Depor parvient tant bien que mal à sauver sa place à ce niveau pendant les années 1980, sans pouvoir se battre pour la promotion. La saison 1987-1988 est particulièrement difficile, les Galiciens ne sauvant leur place qu'à la fin du dernier match de la saison, face au Racing de Santander.
Ces trois derniers décennies sont marquées par les difficultés financières du club et l'instabilité au poste d'entraîneur, que le titulaire occupe rarement plus d'un an. À l'été 1988, une assemblée populaire est organisée, à l'issue de laquelle Augusto César Lendoiro devient président. Il doit aider le club à faire face à une dette de 600 millions de pesetas, tout en bâtissant les structures professionnelles dont il ne dispose pas.

### Le retour au plus haut-niveau (1988-1999)
En 1988, l'entraîneur est l'ancien joueur Arsenio Iglesias, rare personne à avoir occupé le poste plus d'un an (de 1970 à 1973, de 1982 à 1985, puis depuis 1987). Lors de la saison 1988-1989, le Depor atteint les demi-finales de la coupe du Roi, éliminé par le Real Valladolid. Les deux années suivantes, il obtient de bons résultats en championnat, qui lui permettent de disputer les barrages de promotion en 1990 (perdus face au CD Tenerife) avant finalement de retrouver directement l'élite en 1991, dix-huit ans après leur dernière saison à ce niveau.
Malgré le renfort des expérimentés Luis López Rekarte, Francisco Liaño, Claudio Barragán (es), José Luis Ribera et le talent des jeunes du centre de formation comme Fran, la saison 1991-1992 est difficile, le club n'arrachant son maintien qu'à l'issue des barrages de promotion, face au Real Betis.
Le recrutement d'Adolfo Aldana et des Brésiliens Bebeto et Mauro Silva en 1992 permet au club de passer un cap. La saison 1992-1993 voit le Depor se battre en tête du classement avec le FC Barcelone et le Real Madrid et terminer finalement à la troisième place, qualificative pour la coupe UEFA, une première pour le club galicien. Menés 2-0 à la mi-temps lors de la réception du Real Madrid, ils remportent finalement le match 3-2 et initient ainsi une période de dix-huit années sans défaite face au club madrilène à domicile. Bebeto remporte cette année-là le trophée Pichichi du meilleur buteur, et Liaño le trophée Zamora du meilleur gardien.
Renforcés notamment par l'arrivée de Donato, les Galiciens réalisent une saison 1993-1994 encore plus inattendue : leaders du championnat la majeure partie de la saison, ils ne sont rattrapés qu'à la dernière journée par le FC Barcelone, du fait d'un match nul à domicile face au Valence CF. Bénéficiant d'une meilleure différence de buts, les Catalans remportent finalement le titre à l'arraché. En coupe d'Europe, les Espagnols sont éliminés en huitième de finale par les Allemands de l'Eintracht Francfort.
La saison 1994-1995 est annoncée comme la dernière d'Arsenio Iglesias au poste d'entraîneur. Désormais surnommé SuperDepor, le club réalise de nouveau une campagne étonnante, terminant à la deuxième place à seulement quatre points du Real Madrid. En coupe UEFA, il est de nouveau éliminé en huitième de finale, par les Allemands du Borussia Dortmund cette fois. Mais le club remporte le premier trophée de son histoire avec la Coupe d'Espagne, sur une victoire en finale (disputée sur deux jours du fait des conditions climatiques) face au Valencia CF (2-1) grâce à des buts de Javier Manjarín et Alfredo Santaelena (es).
Quelques semaines plus tard, avec John Toshack sur le banc, le Depor remporte la Supercoupe d'Espagne en battant à deux reprises le Real Madrid (3-0, 1-2). Quelque peu décevants en championnat (qu'ils finissent au neuvième rang), les Galiciens atteignent les demi-finales de la Coupe d'Europe des vainqueurs de coupe, où ils sont éliminés par le Paris Saint-Germain, futur vainqueur.
Les saisons suivantes sont un peu moins brillantes et le club voit plusieurs entraîneurs se succéder sur le banc. Portée par le talent du jeune meneur de jeu brésilien Rivaldo, l'équipe termine cependant la saison 1996-1997 à la troisième place du championnat, sans pouvoir se battre avec les deux géants espagnols.

### L'âge d'or des années 2000

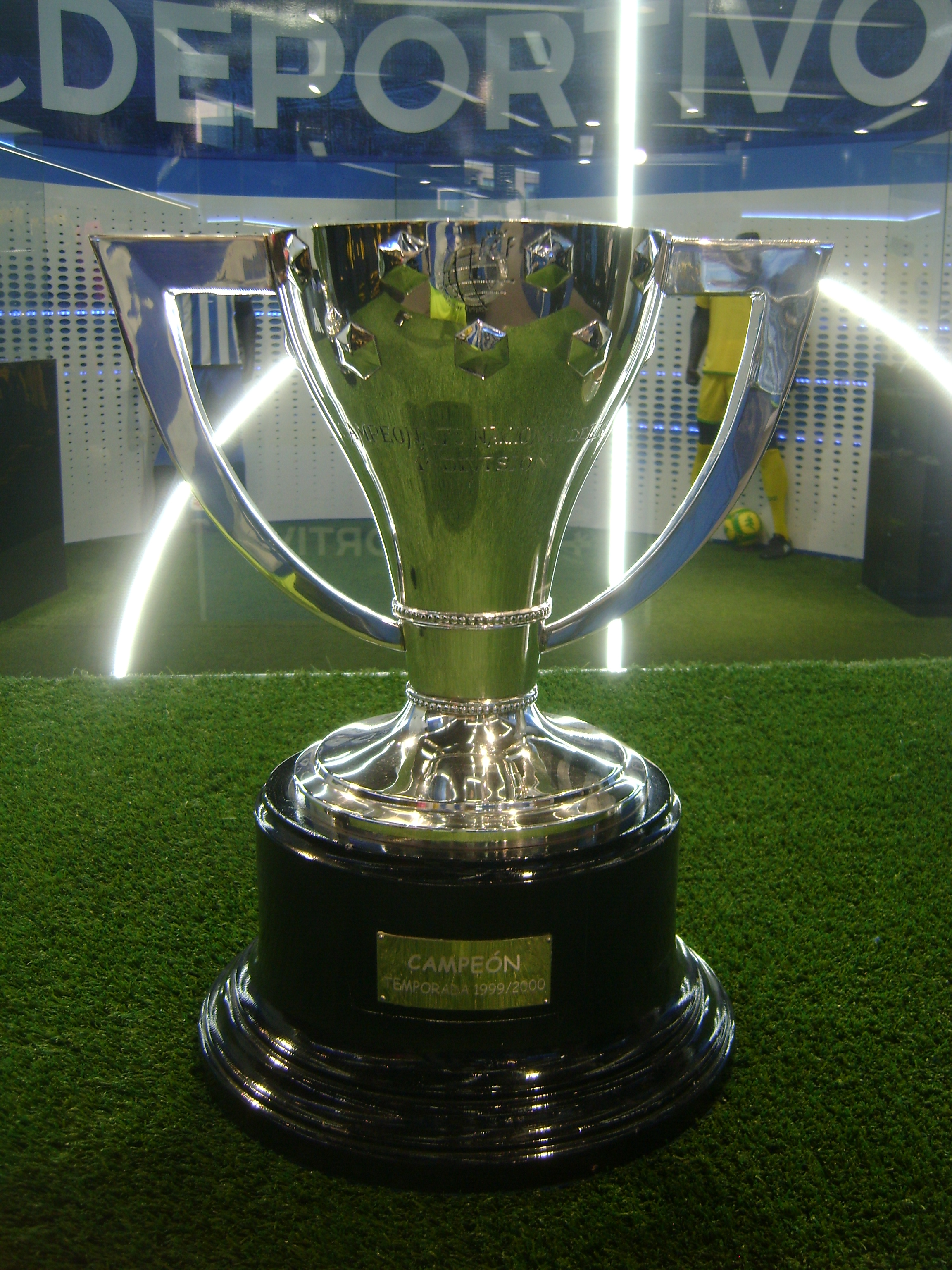
Trophée de La Liga 99/00. Le Deportivo est l'une des neuf équipes championnes de La Liga.

Au début des années 2000, le Deportivo fait partie des meilleurs clubs d'Espagne et d'Europe. Lors de la saison 1999-2000, le club devient pour la première fois de son histoire Champion d'Espagne avec cinq points d'avance sur le FC Barcelone. La saison d'après, le Deportivo est vice-champion d'Espagne et est l'un des grands favoris de la Ligue des champions mais ils échoueront en quart de finale face aux Anglais de Leeds United. Lors de la saison 2001-2002, l'histoire se répète puisque le Deportivo est de nouveau vice-champion d'Espagne et s'incline en quart de finale de la Ligue des champions face à un autre club anglais, Manchester United.
En 2002-2003, le Deportivo réalise une saison un peu décevante avec une troisième place en Liga et une élimination en deuxième phase de groupes de la Ligue des champions.
Lors de la saison 2003-2004, le club termine de nouveau troisième du championnat, avec 71 points, à un point du second, le FC Barcelone. Cette saison est marquée par le parcours mémorable du club en Ligue des champions. Bien que le Deportivo connait une lourde défaite 8-3 face à l'AS Monaco au stade Louis-II, le club parvient à terminer à la deuxième place de son groupe. Après avoir éliminé la Juventus, championne d'Italie en titre, en huitième de finale, le Dépor est battu 4 buts à 1 face au AC Milan en quart de finale, mais le club parvient à réaliser l'incroyable exploit de renverser la situation au match retour en l'emportant 4 buts à zéro. L'épopée galicienne prend fin en demi-finale, où les hommes de Javier Irureta sont éliminés par le futur vainqueur de l'édition, le FC Porto. Il s'agit à ce jour[Quand ?] de la meilleure performance du club en Coupes d'Europe.

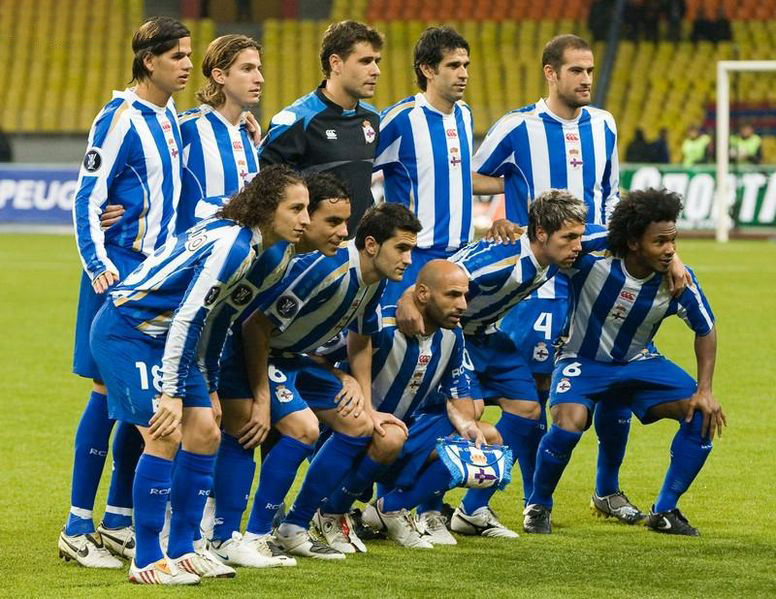
Équipe du Deportivo La Corogne en 2008

1999-2004 aura été la période de gloire du Deportivo avec des joueurs comme Jacques Songo'o, Juan Carlos Valerón, Roy Makaay, Diego Tristán, Djalminha, Fran, Mauro Silva, Donato, Noureddine Naybet ou encore José Francisco Molina. 2004-2005 marque le déclin du Deportivo avec une huitième place en Liga et une élimination dès les phases de poule de Ligue des champions. Les saisons suivantes, le Deportivo termine dans le ventre mou de la Liga (8e en 2005-2006, et 13e en 2006-2007).
Lors de la saison 2007-2008, le Deportivo est relégable à mi-championnat et beaucoup de monde voit le club descendre, mais le Deportivo va réagir lors de la deuxième moitié du championnat et termine finalement neuvième de la Liga ce qui lui permet de retrouver l'Europe après deux ans d'absence mais en disputant la Coupe de l'UEFA.

### Plusieurs descentes et remontées depuis 2011
Le 21 mai 2011, le Deportivo se voit relégué en Segunda après une défaite 2-0 face au Valence CF, lors de la dernière journée de la Liga ou six autres équipes jouaient le maintien.
Le 27 mai 2012, le Deportivo s'assure le retour direct en Primera División en battant Huesca 2-1, remportant en même temps la Segunda División à quatre points de son rival historique : le Celta Vigo.
De retour dans l'élite après un an de purgatoire, le Deportivo peine en championnat, malgré le match contre le FC Barcelone perdu au Riazor sur le score de 4 à 5. Le champion d'Espagne 2000 retrouvera la Liga Adelante à la toute dernière journée en perdant contre la Real Sociedad (1-0), conjuguée à la victoire de Mallorca sur Valladolid, autre promu (4-2) et celle de son rival galicien, le Celta sur l'Espanyol Barcelone (1-0). Si le Deportivo chute en deuxième division espagnole, son pire ennemi de Vigo se maintient de justesse.
En janvier 2014, Augusto César Lendoiro quitte la présidence du club qu'il occupe depuis 1988.
Après une seule saison en deuxième division espagnole (2013-2014) le Deportivo remonte en Liga et se maintient au terme d'une éprouvante saison 2014-2015 (seulement 7 victoires en 38 journées). En effet, Víctor Fernández est même limogé le 8 avril 2015 après la 30e journée de championnat alors que le club est au bord de la relégation. Le 9 avril 2015, Víctor Sánchez del Amo devient entraîneur du Deportivo en remplacement de Víctor Fernández. Le maintien est obtenu sur le fil, lors de la dernière journée au Camp Nou face au FC Barcelone ou le Deportivo arrache un nul 2-2 après avoir été mené 2-0 !
La saison 2015-2016 voit le Deportivo connaître une meilleure entame, le club est sixième du classement après 15 journées, a gagné le derby de Galice face au Celta Vigo (2-0) et n'a pas perdu face à des équipes comme Valence, Bilbao, l'Atlético Madrid, le FC Barcelone (nul 2-2 au Camp Nou après avoir été mené 2-0) et ne compte que deux défaites (face à Gijon et Malaga), mais cette belle entame de saison ne sera pas confirmée, l'équipe finira à la 15e place et Víctor Sánchez del Amo finira limogé et remplacé par Gaizka Garitano !
À la fin de la saison 2017-2018, le club est de nouveau relégué en Segunda, après avoir utilisé trois entraîneurs lors de la même saison. Clarence Seedorf ne parvient pas à maintenir le club malgré des résultats meilleurs en fin de saison.
La saison suivante en Liga 2, le Deportivo réalise une bonne première partie de saison, mais enchaîne ensuite une mauvaise série de neuf matchs sans victoire. Après l'arrivée de José Luis Martí, le club se qualifie finalement de justesse pour les plays-offs, et atteint la finale, en battant Malaga (4-2, 1-0). Le club échoue en finale face au RCD Majorque.
La saison 2019-2020 est mauvaise et voit le club occuper la dernière place du classement de deuxième division à la mi-saison. L'entraîneur Fernando Vázquez est recruté le 28 décembre 2019. Le redressement est spectaculaire : alors qu'après vingt rencontres, l'équipe ne comptabilisait qu'une seule victoire, elle en enchaîne brusquement six de rang, dont une aux dépens du leader Cadix. Le club est malgré tout relégué en Segunda División B au terme de la saison.
Lors de la saison 2020-2021, en troisième division, le championnat est divisé en deux phases, le Deportivo termine la première phase à la quatrième place, qui lui donne le droit de disputer la phase pour accéder à la nouvelle troisième division, Primera División RFEF. Le club termine cette phase à la deuxième place, synonyme de « maintien » en troisième division, à seulement un point de la troisième place qui donne accès à la quatrième division.
Lors des deux saisons suivantes, le club dispute les barrages d'accession à la deuxième division sans réussite.
Ce n'est que lors de la saison 2023-2024 que le Deportivo remonte en deuxième division en terminant premier de son groupe. Lors de la finale des champions, qui oppose le premier des deux groupes, le club est sacré champion de Primera Federación en s'imposant contre le CD Castellón sur le score cumulé de 6 buts à 3 (2-1, 2-4).

## Palmarès
| Compétitions nationales | Compétitions internationales | Compétitions régionales |
| --- | --- | --- |
| - Championnat d'Espagne (1) - Champion en 2000 - Vice-champion en 1950, 1994, 1995, 2001 et 2002 - Troisième en 1993, 1997, 2003 et 2004 - Coupe d'Espagne (2) - Vainqueur en 1995 et 2002 - Supercoupe d'Espagne (3) - Vainqueur en 1995, 2000 et 2002 - Championnat d'Espagne D2 (6) - Champion en 1962 (Groupe Nord), 1964 (Groupe Nord), 1966 (Groupe Nord), 1968 (Groupe Nord) et 2012. - Vice-champion en 1941 (Groupe 1), 1946, 1948 et 1991 - Champion de Liga 2 - Championnat d'Espagne D3 (1) - Champion en 2024 - Vice-champion en 1981 (Groupe 1) et 2022 (Groupe 1) - Championnat d'Espagne D4 (1) - Champion en 1975 (Groupe 1) - Coupe de la Ligue espagnole de deuxième division (0) - Finaliste en 1983 | - Ligue des champions (0) - Demi-finaliste en 2004 - Coupe d'Europe des vainqueurs de coupe (0) - Demi-finaliste en 1996 - Coupe Intertoto (0) - Finaliste en 2005 | - Championnat de Galice de football (6) - Champion en 1927, 1928, 1931, 1933, 1937 et 2002 - Vice-champion en 1925, 1926, 1930, 1932, 1934 et 1939 - Coupe de Galice de football (0) - Finaliste en 2008 |

## Couleurs et logo

Drapeau de Galice

Le blason du club représente une ceinture de chevalier autour du drapeau original du Sala Calvet Gymnasium, qui a donné naissance au Depor. La couronne fait référence au décret royal du club, et la diagonale bleue au drapeau galicien.
Depuis 1912, le maillot du Deportivo conserve le même motif : des rayures verticales bleues et blanches, avec des shorts et bas bleus.

## Infrastructures

### Stades

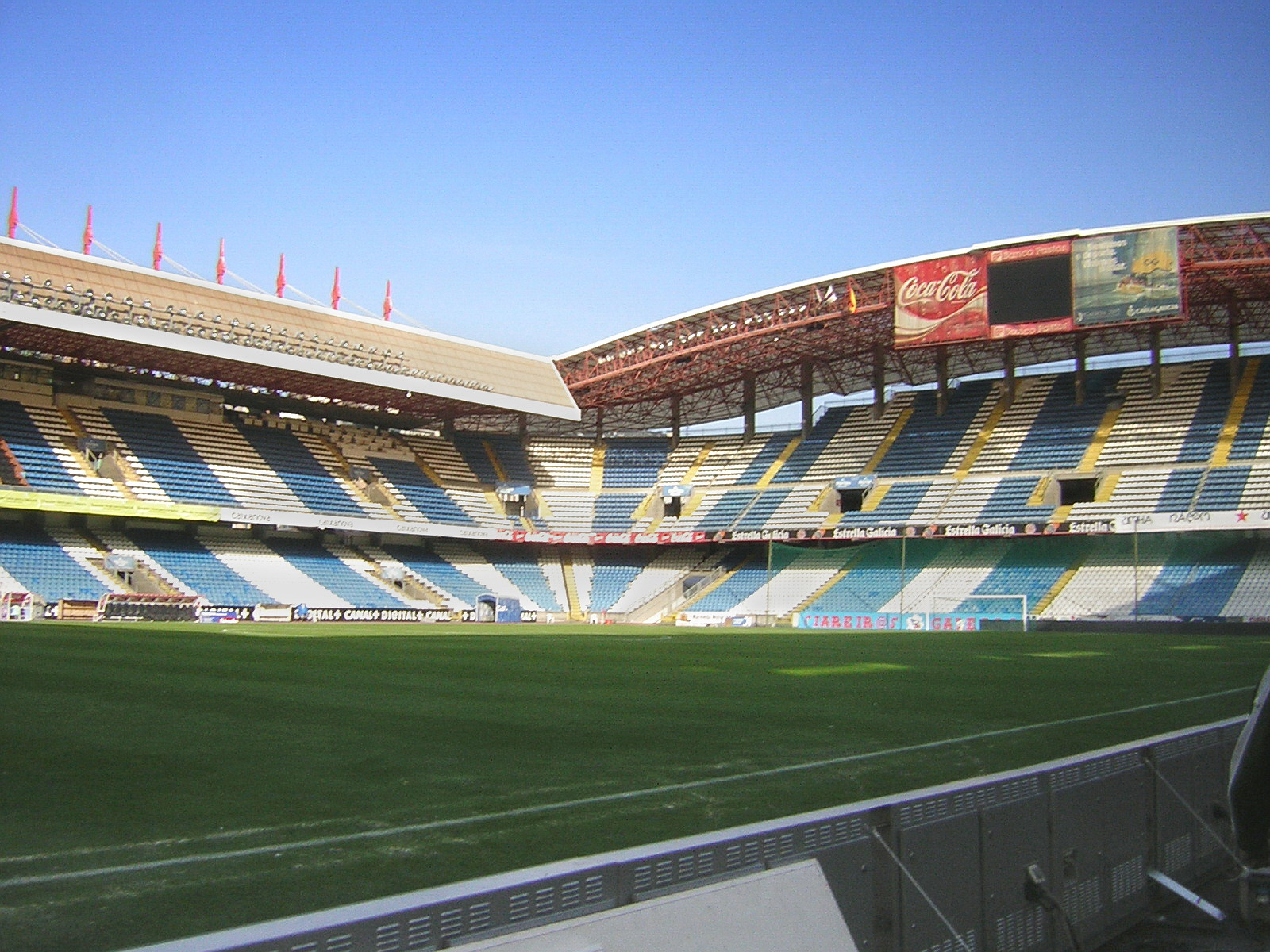
Le stade de Riazor (34600 places).

Le stade de Riazor, principal stade de football de la ville de La Corogne, accueille les rencontres du club depuis son inauguration en 1944. Rénové pour la coupe du monde de football de 1982 (dont il accueille trois matchs), sa capacité est de 34 600 places à la fin des années 2000.
Il est connu pour être un stade « maudit » pour le Real Madrid, qui y connaît douze défaites (pour cinq nuls et aucune victoire) entre 1992 et 2009.
Un projet de construction d'un nouveau stade a été débattu dans les années 2000, sans qu'il ne soit donné suite pour le moment.

### Installations
Le club inaugure en 2003 son complexe sportif, nommé Ciudad Deportiva de Abegondo (es), situé à Abegondo. Il accueille toutes les équipes du club, depuis les professionnels jusqu'aux jeunes.

### Équipe réserve
Le Deportivo Fabril (Deportivo La Corogne B jusqu'en juin 2017) est l'équipe réserve du Deportivo La Corogne. Créée en 1953, elle a évolué pendant onze saisons en Segunda División B ou elle évolue actuellement.

## Joueurs et personnalités du club

### Présidents
Augusto César Lendoiro devient en 1988 le président du club, alors en deuxième division, qu'il mène jusqu'à ses plus grands succès. Le 24 décembre 2013, Lendoiro annonce qu'il quitte la présidence du club après vingt-cinq ans à ce poste.
Le tableau suivant présente la liste des présidents du club depuis 1906.
| Rang | Nom                                  | Période               |
| ---- | ------------------------------------ | --------------------- |
| 1    | Luís Cornide y Quiroga               | mars 1906-mars 1908   |
| 2    | Laureano Martínez Brañas             | mars 1908-nov. 1909   |
| 3    | José Longueira Díaz                  | nov. 1909-mai 1914    |
| 4    | Rogelio Fernández Conde              | mai 1914-mars 1918    |
| 5    | Virgilio Rodriguez Rincón            | mars 1918-juin 1920   |
| 6    | José Casal Rey                       | juin 1920-avril 1922  |
| 7    | Carlos González de Ancos             | avril 1922-mai 1923   |
| 8    | Máximo Fernández Gago                | mai 1923-juin 1925    |
| 9    | Arcadio García Tizón                 | juin 1925-juin 1926   |
| 10   | Guzmán Rodríguez Rincón              | juin 1926-juin 1927   |
| 11   | Galo García-Baquero y Sáez de Vicuña | juin 1927-janv. 1929  |
| 12   | Luís López Riobóo                    | janv. 1929-juil. 1929 |
| 13   | Carlos Allones Roffignac             | août 1929-mai 1930    |
| 14   | Victor Mateo Malumbres               | août 1930-mai 1931    |
| 15   | Manuel Negreira Rosende              | mai 1931-août 1931    |

| Rang | Nom                          | Période              |
| ---- | ---------------------------- | -------------------- |
| 16   | Eugenio Barrero Muñoz        | août 1931-déc. 1931  |
| 17   | Felipe Rodriguez Fernández   | janv. 1932-mai 1934  |
| 18   | Carlos Allones Roffignac     | juin 1934-mars 1935  |
| 19   | Francisco Portela de Fano    | mars 1935-août 1935  |
| 20   | José María Salvador y Merino | août 1935-juin 1941  |
| 21   | Aurelio Ruenes Blanco        | juin 1941-juin 1945  |
| 22   | Virgilio Rodriguez Rincón    | sept. 1945-mai 1946  |
| 23   | Aurelio Ruenes Blanco        | août 1946-juil. 1947 |
| 24   | Ignacio Baeza Torrecilla     | août 1947-déc. 1947  |
| 25   | Manuel Gila Lamela           | déc. 1947-juin 1948  |
| 26   | Daniel Chaver Gómez          | juin 1948-mai 1950   |
| 27   | Enrique Gómez Jiménez        | mai 1950-janv. 1952  |
| 28   | Manuel Otero Peón            | janv. 1952-nov. 1952 |
| 29   | Rafael Salgado Torres        | déc. 1952-juil. 1953 |
| 30   | Antonio Martínez Rumbo       | juil. 1953-août 1954 |

| Rang | Nom                             | Période              |
| ---- | ------------------------------- | -------------------- |
| 31   | José Iglesias Varela            | août 1954-nov. 1956  |
| 32   | Ángel Fernández Murga           | déc. 1956-mai 1957   |
| 33   | José Luis Pérez-Cepeda Piñeyro  | juil. 1957-nov. 1957 |
| 34   | Feliciano Gómez Pedreira        | nov. 1957-avril 1957 |
| 35   | Miguel Osset Acosta             | mai 1959-juil. 1959  |
| 36   | Jesús Cebrián Brizuela          | juil. 1959-août 1964 |
| 37   | José Luis Vázquez-Pena Núñez    | août 1964-avril 1965 |
| 38   | Antonio José González Fernández | avril 1965-juin 1973 |
| 39   | Manuel Sánchez Candamio         | juil. 1973-mars 1974 |
| 40   | Antonio Álvarez Rodríguez       | mars 1974-août 1982  |
| 41   | Jesús Corzo Sierra              | août 1982-mai 1986   |
| 42   | Andrés García Yáñez             | juin 1986-mars 1988  |
| 43   | Luis Carlos Morato Miguel       | mars 1988-mai 1988   |
| 44   | Augusto César Lendoiro          | juin 1988-janv. 2014 |
| 45   | Constantino Fernández Pico      | janv. 2014-2019      |

### Entraîneurs emblématiques
Le club a connu de très nombreux entraîneurs au cours de son histoire. On peut considérer cependant que les deux grands entraîneurs emblématiques du club sont :
- Arsenio Iglesias, natif de Arteixo et ancien joueur de l'équipe, qui mène le Depor en première division et remporte le premier trophée national du club : la Coupe d'Espagne en 1995. Il est nommé entraîneur de l'année en 1993 et 1995.
- Javier Irureta, qui remporte avec le club galicien le championnat d'Espagne en 2000 et la Coupe d'Espagne « du Centenaire » en 2002, face au Real Madrid. Il mène le Depor à la Ligue des Champions cinq saisons d'affilée. Il est nommé entraîneur de l'année en 2000 et 2004.

Les derniers entraîneurs du Depor, qui ont remporté l'intégralité du palmarès du club, sont les suivants :
| Entraîneur             | Années              | Titres |
| ---------------------- | ------------------- | --- |
| Arsenio Iglesias       | 1992-1995           | - 1 Coupe du Roi - 2 fois vice-champion de Liga                                                                              |
| John B. Toshack        | 1995-1997           | - 1 Supercoupe d'Espagne - 1 demi-finale de la Coupe d'Europe des vainqueurs de coupe                                        |
| Carlos Alberto Silva   | 1996-1997           | |
| José Manuel Corral     | 1997-1998           | |
| Javier Irureta         | 1998-2005           | - 1 Liga - 1 Coupe du Roi - 2 Supercoupes d'Espagne - 2 fois vice-champion de Liga - 1 demi-finale de la Ligue des champions |
| Joaquín Caparrós       | 2005-2007           | - Finaliste de la Coupe Intertoto                                                                                            |
| Miguel Ángel Lotina    | 2007-2011           | - 1 Coupe Intertoto |
| José Luis Oltra        | 2011-déc. 2012      | - Champion de la Segunda División et promotion en Primera División                                                           |
| Domingos Paciência     | jan. 2013-fév. 2013 | |
| Fernando Vázquez       | mars 2013-2014      | - Promotion en Première division en 2014                                                                                     |
| Víctor Fernández       | 2014-avr. 2015      | |
| Víctor Sánchez del Amo | avr. 2015-2016      | |
| Gaizka Garitano        | 2016-fév. 2017      | |
| Pepe Mel               | fév. 2017-oct. 2017 | |
| Cristóbal              | oct. 2017-fév. 2018 | |
| Clarence Seedorf       | fév. 2018-2018      | |
| Natxo González         | 2018-avril 2019     | |
| José Luis Martí        | depuis avril 2019   | |

### Joueurs emblématiques
Les Brésiliens Bebeto, meilleur buteur du championnat espagnol en 1993, et Mauro Silva remportent la Coupe du monde 1994 alors qu'il portent le maillot du Deportivo.
Au cours des années 2000, les attaquants Diego Tristán et Roy Makaay, respectivement meilleur buteur du championnat en 2002 et 2003, marquent de leur empreinte le club.
- Luis Alberto
- Amancio
- José Emilio Amavisca
- Joan Capdevila
- Donato
- Fran
- Sergio González
- Arsenio Iglesias
- Joselu
- Laure
- Albert Luque
- José Francisco Molina
- Manuel Pablo
- Pahiño
- Andrés Parada
- Lucas Pérez
- Víctor Sánchez
- Luis Suárez
- Diego Tristán
- Juan Carlos Valerón
- Germán Lux
- Lionel Scaloni
- Bebeto
- Djalminha
- Flávio Conceição
- Filipe Luís
- Mauro Silva
- Rivaldo
- César Sampaio
- Sidnei
- Jacques Songo'o
- Claudio Beauvue
- Jérôme Bonnissel
- Corentin Martins
- Sulley Muntari
- Mustapha Hadji
- Noureddine Naybet
- Salaheddine Bassir
- Andrés Guardado
- Roy Makaay
- Pauleta
- Jorge Andrade
- Gaël Kakuta
- Florin Andone
- Fabian Schär
- Walter Pandiani
- Federico Valverde
- Miroslav Đukić
- Slaviša Jokanović

### Effectif professionnel actuel
En grisé, les sélections de joueurs internationaux chez les jeunes mais n'ayant jamais été appelés aux échelons supérieurs une fois l'âge-limite dépassé ou les joueurs ayant pris leur retraite internationale.

## Culture populaire

### Supporters

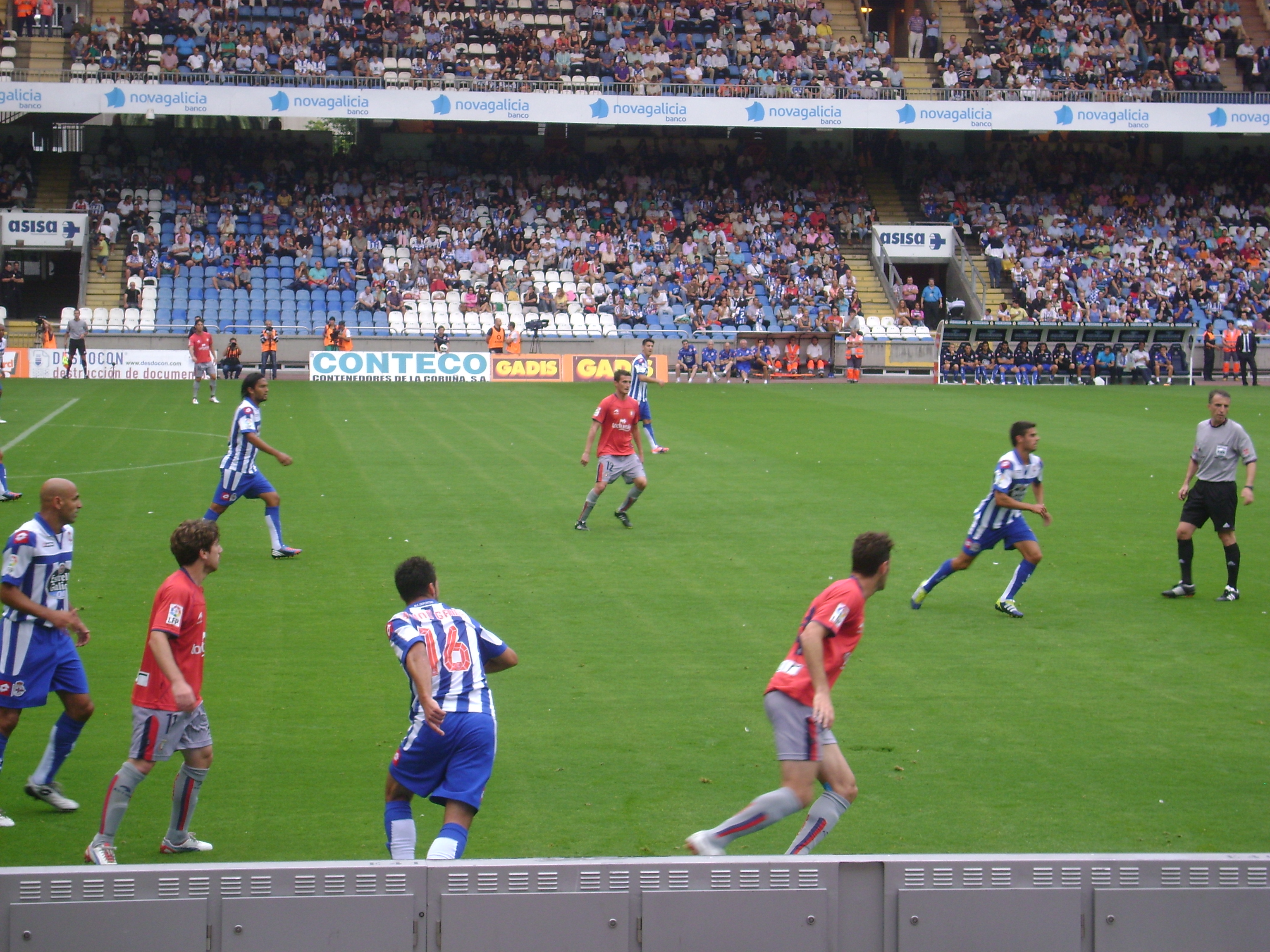
Deportivo-Osasuna.

Selon une enquête réalisée en 2007, le Deportivo est la neuvième équipe la plus supportée d'Espagne, comptant le soutien de 2,2 % des supporteurs du pays. Le club compte officiellement 22 722 socios et 287 peñas (clubs de supporters). Le principal groupe de supporters sont les Riazor Blues, groupe ultras d'extrême-gauche fondé lors de la saison 1986-1987 ; à noter que les Riazor Blues entretiennent une forte amitié avec les Biris Norte, le grand groupe ultras du Séville FC.

### Rivalités
Le grand rival du Deportivo est le Celta de Vigo, dont la ville est distante d'environ 150 km. Les deux clubs, qui ont connu chacun une période faste à la fin des années 1990 et au début des années 2000, disputent le derby de la Galice.